# VZ Ovna
VZ Ovna (mednarodno VZ Arietis) je enojna bela zvezda na severni nebesni polobli v zodiakalnem ozvezdju Ovna. Njen navidezni sij se spreminja od 5,82 in 5,89, zato se jo lahko vidi tudi s prostim očesom v temnih in svetlobno neonesnaženih okoljih. Na podlagi paralakse (58 mili kotnih sekund) se ve, da je od Sonca oddaljena približno 560 svetlobnih let. Od Sonca se odmika s hitrostjo približno +14 km/s. Zvezda je bila v preteklosti bolj znana tudi kot 16 Trikotnika, a ker se je po sodobnem poimenovanju odselila iz ozvezdja Trikotnik, je to poimenovanje propadlo.
Zvezda je kemično posebna zvezda tipa CP2 (zvezda Ap), ki kaže na anomalistično pogostost silicija v njenem spektru. Je zvezdnega razreda A0V, kar kaže na to, da je ta zvezda glavne veje tipa A, ki trenutno spaja vodik v helij v svoji skorji. Uvršča se jo tudi med spremenljivke tipa Alfe2 Lovskih psov. Ima kar 2,7-krat večjo maso kot Sonce in približno 3,1-krat večji polmer. Seva 79 enot Sončevega izseva iz svoje fotosfere z efektivno (površinsko) temperaturo 10.304 K.